# Пољане при Мирни Печи
Пољане при Мирни Печи (словен. Poljane pri Mirni Peči) је насељено место у општини Мирна Печ, регија Југоисточна Словенија, Словенија.

## Историја
До територијалне реорганизације у Словенији биле су у саставу старе општине Ново Место.

## Становништво
У попису становништва из 2011. године, Пољане при Мирни Печи су имале 73 становника.
| Број становника према пописима | Број становника према пописима | Број становника према пописима |
| ------------------------------ | ------------------------------ | ------------------------------ |
| 1991                           | 2002                           | 2011                           |
| 52                             | 67                             | 73                             |

Напомена: До 1953. исказивано под именом Пољане.